# Paix aux chaumières, guerre aux palais
 (février 2025).
« Guerre aux châteaux, paix aux chaumières » ou « Paix aux chaumières, guerre aux châteaux ».

## Origine et signification de l'expression
Ce slogan a été émis pour la première fois en 1792 par Sébastien-Roch Nicolas de Chamfort.
Il fut utilisé par Pierre-Joseph Cambon, un révolutionnaire français député de la Convention nationale, qui exigeait dans un rapport que le commandement des troupes françaises détruise partout les ordres féodaux et remplace les fonctionnaires de l'ancien gouvernement par des représentants du peuple. La formule fit l’objet d’un décret à la Convention nationale, daté du 15 décembre 1792.

## Postérité
L'appel a gagné en popularité et a sonné souvent comme un serment des révolutionnaires.
En 1834, ces paroles sans doute connues de l'écrivain allemand Georg Büchner furent utilisées pour la rédaction, au mois de juillet, d'un pamphlet révolutionnaire de huit pages, Le Messager hessois (de) destiné à susciter le soulèvement des populations paysannes, avec le mot d’ordre : « Friede den Hütten, Krieg den Palästen ! » (« Paix aux chaumières, guerre aux palais4 ! »). On remarque que les priorités ont été inversées : ici  c'est la paix qui passe en premier.

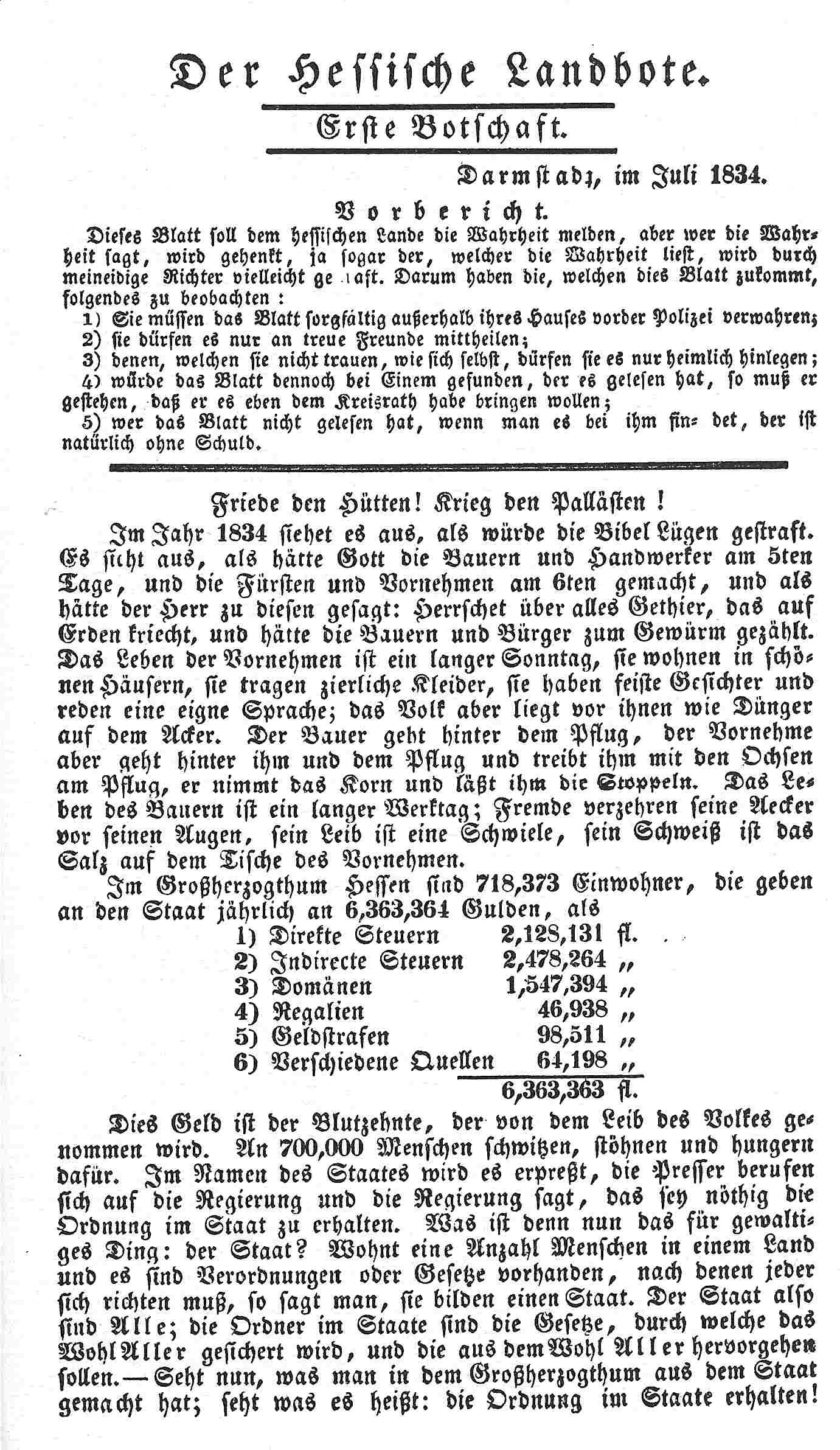
1re page du pamphlet révolutionnaire

On peut en lire le texte intégral sur Internet
Le malheureux Friedrich Ludwig Weidig qui avait participé à la rédaction du texte ne parvint pas à échapper à la police comme Büchner et au bout de deux ans d'emprisonnement mourut dans des circonstances douteuses.
Pendant la guerre civile russe, les bolcheviks ukrainiens ont utilisé ce slogan sur des affiches et des cartes postales.
La Galerie Tretiakov à Moscou possède un projet de panneau décoratif à l'aquarelle et à la mine de plomb sur papier réalisé en 1918 par Marc Chagall à l'atelier communal de Vitebsk qu'il dirigeait. Il était destiné à célébrer le Ier anniversaire de la Révolution d'Octobre. Le slogan « Paix aux chaumières, guerre aux palais » qui lui avait été inspiré par Chamfort ou Büchner figure dans l'angle inférieur droit de l'oeuvre (en russe : Мир хижинам, война дворцам) 

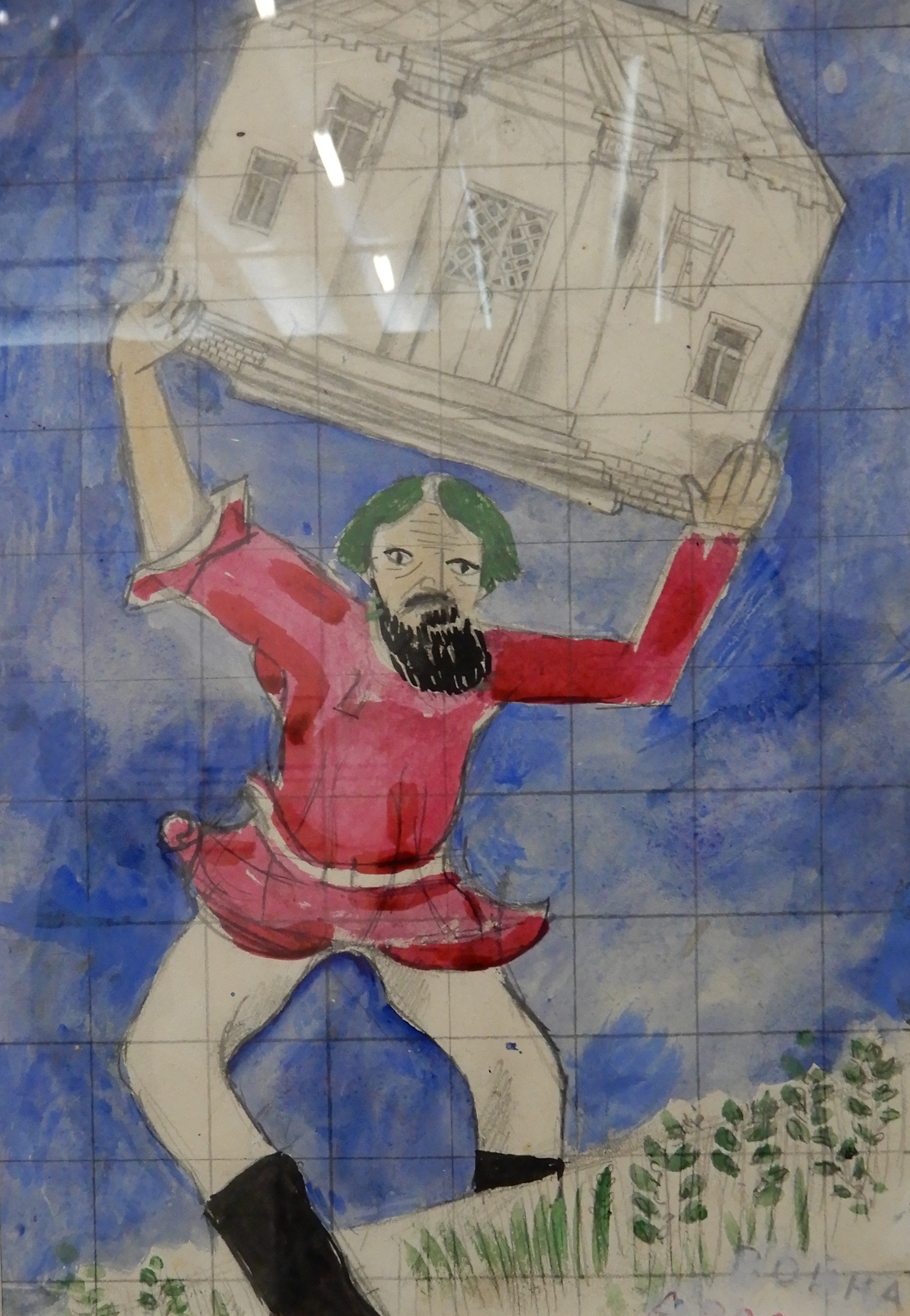
Marc Chagall - Paix aux chaumières, guerre aux palais, 1918

La bannière du 101e régiment d'infanterie soviétique, pendant la Guerre soviéto-polonaise, de février 1910 à mars 1921 portait pour devise ce slogan.

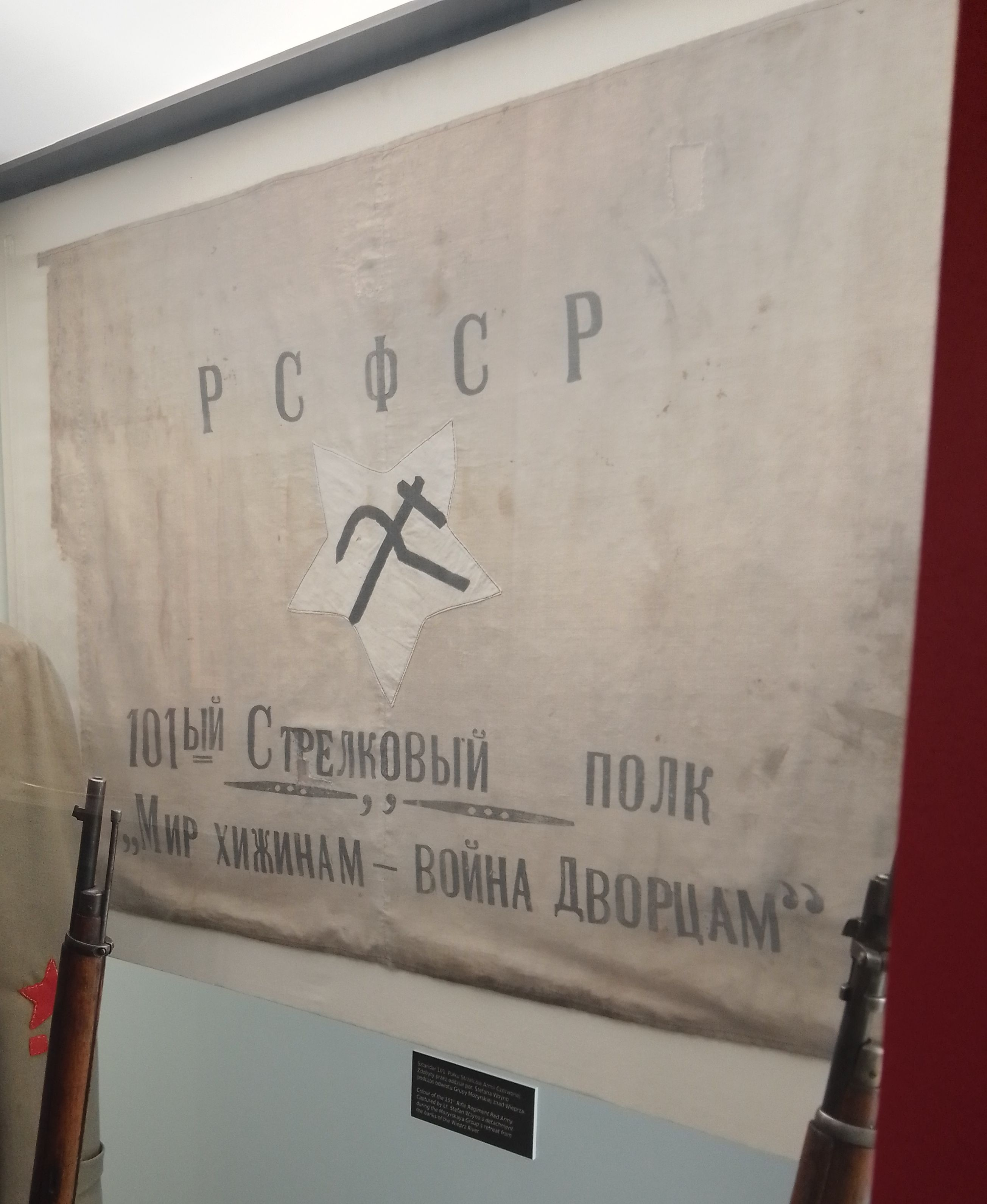
Bannière du régiment d'infanterie soviétique

"La Paix pour les chaumières, la guerre pour les palais" est un film réalisé en 1919 par Mikhaïl Mikhaïlovitch Bontch-Tomachevski (ru) scénarisé par Boris Leonidovitch Leonidov (ru) et Lev Nikouline
Parue en 1958, « Paix aux chaumières, guerre aux palais » est la première partie d'une dilogie historique écrite par Iouri Korneïevitch Smolitch (ru) dont la seconde partie s'intitule « Le large Dniepr rugit et gémit »
En 1970, elle a été adaptée à la télévision avec un téléfilm en quatre parties « Paix aux chaumières, guerre aux palais » réalisé par Issaak Petrovitch Chmarouk (ru) et scénarisé par Andreï Andreïevitch Chemchourine (ru)
Ce slogan est aussi utilisé par le mouvement makhnoviste dans la guerre qui se déroule actuellement en Ukraine. Il est largement affiché sur l'équipement militaire utilisé par ses membres et inscrit sur leur drapeau ou leur fanion
Il est aussi utilisé par d'autres mouvements. En voici deux exemples :
Une page du bureau d'Astrakhan du Parti communiste de la fédération de Russie montre des militants défilant derrière une grande banderole où est imprimé ce slogan.
On le retrouve lors d'une marche de solidarité à Bagnolet de militants revendiquant le droit de squatter des logements administratifs vides
Les pages ukrainiennes et russes consacrées à ce slogan donnent beaucoup de références  mais elles ne sont pas reprises dans cette page car, pour la plupart, il n' est pas possible d'en visualiser le contenu et certaines n'ont pas de lien évident avec le sujet.